# Mobile Suit Gundam 0083: Stardust Memory
Mobile Suit Gundam 0083: Stardust Memory (機動戦士ガンダム0083 STARDUST MEMORY, Kidō Senshi Gandamu 0083 Stardust Memory) is een 13 afleveringen tellende OVA-serie uit de Gundam-franchise. Het eerst volume met twee afleveringen werd uitgebracht op 23 mei 1991. Daarna volgden om de een of twee maanden nieuwe uitgaven met telkens een aflevering.
De OVA werd geregisseerd door Mitsuko Kase (afleveringen 1–7) en Takashi Imanishi (afleveringen 8–13). De personages werden ontworpen door Toshihiro Kawamoto.

## Verhaal
Het is het jaar UC 0083. De Zeon-inlichtingendienst heeft een prototype Gundam gevonden die ontworpen is voor nucleaire aanvallen. Deze Gundam is gemaakt door Anaheim Electronics. Een voormalige Zeon ace en een kleine groep soldaten worden naar de aarde gestuurd om deze Gundam te bemachtigen als onderdeel van Operation Stardust.
De Zeonsoldaten slagen in hun opdracth, waarna de Aardse federatie de mobile suit carrier Albion inzet om de gestolen Gundam terug te halen. De Zeon gebruiken de gestolen Gundam ondertussen om een aanval uit te voeren op het ruimtefort Solomon, en zo de federatie een grote slag toe te brengen. Terwijl de federatie hersteld van deze aanval, verovert Zeon de ruimtekolonie Side 7. Aanvankelijk lijkt het of ze deze met de maan willen laten botsen, maar dan stevent de kolonie opeens op de aarde af en wordt het ware doel van Operation Stardust duidelijk.
De Federatie stelt de Titans samen, een eliteteam dat moet jagen op de Zeon. Zij ontwikkelen zich uiteindelijk tot de primaire antagonisten van de serie Mobile Suit Zeta Gundam.

## Afleveringen
1. Gundamjack (ガンダム強奪, Gandamu Gōdatsu) (Stardust Rising)
2. Endless Pursuit (終わりなき追撃, Owarinaki Tsuigeki) (War is Not Over, Yet)
3. Into Battle, Albion (出撃アルビオン, Shutsugeki Arubion) (Irregulars in Albion)
4. Attack and Retreat on the Burning Sand (熱砂の攻防戦, Nessa no Kōbōsen) (The Lost Troopers)
5. Gundam, to the Sea of Stars (ガンダム、星の海へ, Gandamu, Hoshi no Umi he) (Sieg Zeon!)
6. The Warrior of Von Braun (フォン・ブラウンの戦士, Fon Buraun no Senshi) (Mind of the Moon)
7. With Shining Blue Fire (蒼く輝く炎で, Aoku Kagayaku Honō de) (Burning Heart)
8. Conspiracy Sector (策謀の宙域, Sakubō no Chūiki) (Conspiracy of Silence)
9. The Nightmare of Solomon (ソロモンの悪夢, Soromon no Akumu) (Nightmare of Solomon)
10. Colliding War Zones (激突戦域, Gekitotsu Sen'iki) (The Hot Area)
11. La Vie En Rose (ラビアンローズ, Ra Bi An Rōzu) (La Vie En Rose)
12. Assault on the Point of No Return (強襲、阻止限界点, Kyōshū, Soshi Genkaiten) (Assault Waves)
13. A Storm Raging Through (駆け抜ける嵐, Kakenukeru Arashi) (Men of Destiny)

## Compilatiefilm
In 1992 werden alle 13 afleveringen van de serie samengevoegd tot een compilatiefilm getiteld Mobile Suit Gundam 0083: The Last Blitz of Zeon.
Deze film is in tegenstelling tot de serie zelf niet in de Verenigde Staten uitgebracht, maar wel in Frankrijk, de Benelux, Duitsland en het Verenigd Koninkrijk.

## Radioserie
Gundam 0083' kreeg ook een spin-off in de vorm van twee radioseries. Deze werden op cd uitgebracht. Beide series zijn geregisseerd door Takashi, met dialoog door Asahide Ōkuma.
Runga Offing Cannonade Battle (ルンガ沖砲撃戦, Runga-Oki Hōgekisen)
Runga Offing gaat over de gebeurtenissen tussen afleveringen 7 en 8, wanneer de Albion het gevecht aangaat met een Chivvay-klasse Zeon-oorlogsschip. De serie introduceerd een nieuw personage: Aristide Hughes.
Mayfly of Space (宇宙の蜉蝣, Uchū no Kagerō)
Mayfly verteld meer over de achtergrond van het personage Cima.
Beide verhalen zijn ook verwerkt in het PlayStation 2-spel Mobile Suit Gundam: Encounters in Space.

## Boek- en stripversie
Het verhaal van 0083 werd door Hiroshi Yamaguchi verwekt tot een boekversie. Deze boeken werden gepubliceerd door Kadokawa Shoten, en bevatten illustraties door Toshihiro Kawamoto, Hirotoshi Sano en Hajime Katoki.
Viz Communications bracht van 1994 tot 1995 ook strips gebaseerd op alle afleveringen uit. In plaats van een manga, bestonden deze strips uit screenshots van de afleveringen voorzien van tekstballonnen en –panelen.